# Campeonato Mundial de Hockey sobre Hielo Masculino de 2021
El LXXXV Campeonato Mundial de Hockey sobre Hielo Masculino se celebró en Riga (Letonia) entre el 21 de mayo y el 6 de junio de 2021 bajo la organización de la Federación Internacional de Hockey sobre Hielo (IIHF) y la Federación Letona de Hockey sobre Hielo.
Inicialmente, la IIHF había decidido que el campeonato fuera realizado conjuntamente en Riga y en Minsk (Bielorrusia). Pero, desde las protestas en Bielorrusia de 2020 fue cuestionada la coorganización del Mundial por este país. En enero de 2021, la IIHF decidió retirarle la sede a la capital bielorrusa alegando problemas de seguridad.
Un total de dieciséis selecciones nacionales compitieron por el título mundial, cuyo actual portador es el equipo de Finlandia, vencedor del Mundial de 2019.
El equipo de Canadá conquistó el título mundial al derrotar en la final a la selección de Finlandia con un marcador de 2-3. En el partido por el tercer lugar el conjunto de Estados Unidos venció al de Alemenia.

## Sedes
| Foto | Grupo          | Ciudad | Instalación               | Capacidad |
| ---- | -------------- | ------ | ------------------------- | --------- |
|      | A              | Riga   | Centro Deportivo Olímpico | 6000      |
|      | B y fase final | Riga   | Arena Riga                | 10 300    |

## Grupos
| Grupo A         | Grupo B        |
| --------------- | -------------- |
| ROC             | Canadá         |
| Suecia          | Finlandia      |
| República Checa | Estados Unidos |
| Suiza           | Alemania       |
| Eslovaquia      | Letonia        |
| Dinamarca       | Noruega        |
| Bielorrusia     | Italia         |
| Reino Unido     | Kazajistán     |

## Primera fase
- Todos los partidos en la hora local de Letonia (UTC+2).

Los primeros cuatro de cada grupo disputan los cuartos de final en la siguiente fase.

### Grupo A
| Equipo          | J | G | EG | EP | P | GF | GC | DG  | PTS |
| --------------- | - | - | -- | -- | - | -- | -- | --- | --- |
| ROC             | 7 | 5 | 1  | 0  | 1 | 28 | 10 | +18 | 17  |
| Suiza           | 7 | 5 | 0  | 0  | 2 | 27 | 17 | +10 | 15  |
| República Checa | 7 | 3 | 2  | 0  | 2 | 27 | 18 | +9  | 13  |
| Eslovaquia      | 7 | 4 | 0  | 0  | 3 | 17 | 22 | -5  | 12  |
| Suecia          | 7 | 3 | 0  | 1  | 3 | 21 | 14 | +7  | 10  |
| Dinamarca       | 7 | 2 | 1  | 1  | 3 | 13 | 15 | -2  | 9   |
| Reino Unido     | 7 | 1 | 0  | 1  | 5 | 13 | 31 | -18 | 4   |
| Bielorrusia     | 7 | 1 | 0  | 1  | 5 | 10 | 29 | -19 | 4   |

- Resultados

| Fecha | Hora  | Partido¹        | Partido¹ | Partido¹        | Resultado |
| ----- | ----- | --------------- | -------- | --------------- | --------- |
| 21.05 | 16:15 | ROC             | -        | República Checa | 4-3       |
| 21.05 | 20:15 | Bielorrusia     | -        | Eslovaquia      | 2-5       |
| 22.05 | 12:15 | Dinamarca       | -        | Suecia          | 4-3       |
| 22.05 | 16:15 | Reino Unido     | -        | ROC             | 1-7       |
| 22.05 | 20:15 | República Checa | -        | Suiza           | 2-5       |
| 23.05 | 12:15 | Reino Unido     | -        | Eslovaquia      | 1-2       |
| 23.05 | 16:15 | Suecia          | -        | Bielorrusia     | 0-1       |
| 23.05 | 20:15 | Dinamarca       | -        | Suiza           | 0-1       |
| 24.05 | 16:15 | Eslovaquia      | -        | ROC             | 3-1       |
| 24.05 | 20:15 | República Checa | -        | Bielorrusia     | 3-2 TE    |
| 25.05 | 16:15 | Reino Unido     | -        | Dinamarca       | 2-3 TE    |
| 25.05 | 20:15 | Suiza           | -        | Suecia          | 0-7       |
| 26.05 | 16:15 | ROC             | -        | Dinamarca       | 3-0       |
| 26.05 | 20:15 | Bielorrusia     | -        | Reino Unido     | 3-4       |
| 27.05 | 16:15 | Suiza           | -        | Eslovaquia      | 8-1       |
| 27.05 | 20:15 | Suecia          | -        | República Checa | 2-4       |
| 28.05 | 16:15 | Suecia          | -        | Reino Unido     | 4-1       |
| 28.05 | 20:15 | Dinamarca       | -        | Bielorrusia     | 5-2       |
| 29.05 | 12:15 | República Checa | -        | Reino Unido     | 6-1       |
| 29.05 | 16:15 | Suiza           | -        | ROC             | 1-4       |
| 29.05 | 20:15 | Eslovaquia      | -        | Dinamarca       | 2-0       |
| 30.05 | 16:15 | Bielorrusia     | -        | Suiza           | 0-6       |
| 30.05 | 20:15 | Suecia          | -        | Eslovaquia      | 3-1       |
| 31.05 | 16:15 | República Checa | -        | Dinamarca       | 2-1 TL    |
| 31.05 | 20:15 | ROC             | -        | Suecia          | 3-2 TL    |
| 01.06 | 12:15 | Suiza           | -        | Reino Unido     | 6-3       |
| 01.06 | 16:15 | Eslovaquia      | -        | República Checa | 3-7       |
| 01.06 | 20:15 | ROC             | -        | Bielorrusia     | 6-0       |

- (¹) – Todos en el Centro Deportivo Olímpico.

### Grupo B
| Equipo         | J | G | EG | EP | P | GF | GC | DG  | PTS |
| -------------- | - | - | -- | -- | - | -- | -- | --- | --- |
| Estados Unidos | 7 | 6 | 0  | 0  | 1 | 21 | 8  | +13 | 18  |
| Finlandia      | 7 | 4 | 2  | 1  | 0 | 19 | 10 | +9  | 17  |
| Alemania       | 7 | 4 | 0  | 0  | 3 | 22 | 14 | +8  | 12  |
| Canadá         | 7 | 3 | 0  | 1  | 3 | 19 | 18 | +1  | 10  |
| Kazajistán     | 7 | 2 | 2  | 0  | 3 | 22 | 18 | +4  | 10  |
| Letonia        | 7 | 2 | 0  | 3  | 2 | 15 | 16 | -1  | 9   |
| Noruega        | 7 | 2 | 1  | 0  | 4 | 17 | 21 | -4  | 8   |
| Italia         | 7 | 0 | 0  | 0  | 7 | 11 | 41 | -30 | 0   |

- Resultados

| Fecha | Hora  | Partido¹       | Partido¹ | Partido¹       | Resultado |
| ----- | ----- | -------------- | -------- | -------------- | --------- |
| 21.05 | 16:15 | Alemania       | -        | Italia         | 9-4       |
| 21.05 | 20:15 | Canadá         | -        | Letonia        | 0-2       |
| 22.05 | 12:15 | Noruega        | -        | Alemania       | 1-5       |
| 22.05 | 16:15 | Finlandia      | -        | Estados Unidos | 2-1       |
| 22.05 | 20:15 | Letonia        | -        | Kazajistán     | 2-3 TL    |
| 23.05 | 12:15 | Noruega        | -        | Italia         | 4-1       |
| 23.05 | 16:15 | Kazajistán     | -        | Finlandia      | 2-1 TL    |
| 23.05 | 20:15 | Canadá         | -        | Estados Unidos | 1-5       |
| 24.05 | 16:15 | Letonia        | -        | Italia         | 3-0       |
| 24.05 | 20:15 | Alemania       | -        | Canadá         | 3-1       |
| 25.05 | 16:15 | Estados Unidos | -        | Kazajistán     | 3-0       |
| 25.05 | 20:15 | Finlandia      | -        | Noruega        | 5-2       |
| 26.05 | 16:15 | Kazajistán     | -        | Alemania       | 3-2       |
| 26.05 | 20:15 | Canadá         | -        | Noruega        | 4-2       |
| 27.05 | 16:15 | Estados Unidos | -        | Letonia        | 4-2       |
| 27.05 | 20:15 | Finlandia      | -        | Italia         | 3-0       |
| 28.05 | 16:15 | Kazajistán     | -        | Canadá         | 2-4       |
| 28.05 | 20:15 | Letonia        | -        | Noruega        | 3-4 TL    |
| 29.05 | 12:15 | Italia         | -        | Kazajistán     | 3-11      |
| 29.05 | 16:15 | Noruega        | -        | Estados Unidos | 1-2       |
| 29.05 | 20:15 | Alemania       | -        | Finlandia      | 1-2       |
| 30.05 | 16:15 | Italia         | -        | Canadá         | 1-7       |
| 30.05 | 20:15 | Finlandia      | -        | Letonia        | 3-2 TE    |
| 31.05 | 16:15 | Estados Unidos | -        | Alemania       | 2-0       |
| 31.05 | 20:15 | Noruega        | -        | Kazajistán     | 3-1       |
| 01.06 | 12:15 | Canadá         | -        | Finlandia      | 2-3       |
| 01.06 | 16:15 | Italia         | -        | Estados Unidos | 2-4       |
| 01.06 | 20:15 | Alemania       | -        | Letonia        | 2-1       |

- (¹) – Todos en la Arena Riga.

## Fase final
- Todos los partidos en la hora local de Letonia (UTC+2).

|  | Cuartos de final | Cuartos de final |           |                | Semifinales | Semifinales |                |              | Final        | Final      |  |
|  | 3 de junio       | 3 de junio       |           |                | 5 de junio  | 5 de junio  |                |              | 6 de junio   | 6 de junio |  |
|  |                  |                  |           |                |             |             |                |              |              |            |  |
|  |                  |                  |           |                |             |             |                |              |              |            |  |
|  | Finlandia        | 1                |           |                |             |             |                |              |              |            |  |
|  | Finlandia        | 1                |           |                |             |             |                |              |              |            |  |
|  | República Checa  | 0                |           |                |             |             |                |              |              |            |  |
|  | República Checa  | 0                |           | Finlandia      | 2           |             |                |              |              |            |  |
|  |                  |                  |           | Finlandia      | 2           |             |                |              |              |            |  |
|  |                  |                  | Alemania  | 1              |             |             |                |              |              |            |  |
|  | Suiza            | 2                | Alemania  | 1              |             |             |                |              |              |            |  |
|  | Suiza            | 2                |           |                |             |             |                |              |              |            |  |
|  | Alemania TL      | 3                |           |                |             |             |                |              |              |            |  |
|  | Alemania TL      | 3                |           |                |             |             |                | Finlandia    | 2            |            |  |
|  |                  |                  |           |                |             |             |                | Finlandia    | 2            |            |  |
|  |                  |                  | Canadá TE | 3              |             |             |                |              |              |            |  |
|  | Estados Unidos   | 6                | Canadá TE | 3              |             |             |                |              |              |            |  |
|  | Estados Unidos   | 6                |           |                |             |             |                |              |              |            |  |
|  | Eslovaquia       | 1                |           |                |             |             |                |              |              |            |  |
|  | Eslovaquia       | 1                |           | Estados Unidos | 2           |             |                | Tercer lugar | Tercer lugar |            |  |
|  |                  |                  |           | Estados Unidos | 2           |             |                | Tercer lugar | Tercer lugar |            |  |
|  |                  |                  | Canadá    | 4              |             |             |                |              |              |            |  |
|  | ROC              | 1                | Canadá    | 4              |             |             | Estados Unidos | 6            |              |            |  |
|  | ROC              | 1                |           |                |             |             | Estados Unidos | 6            |              |            |  |
|  | Canadá TE        | 2                |           |                |             |             |                |              | Alemania     | 1          |  |
|  | Canadá TE        | 2                |           |                |             |             |                |              | Alemania     | 1          |  |
|  |                  |                  |           |                |             |             |                |              |              |            |  |

### Cuartos de final
| Fecha | Hora  | Partido¹       | Partido¹ | Partido¹        | Resultado |
| ----- | ----- | -------------- | -------- | --------------- | --------- |
| 03.06 | 16:15 | Suiza          | -        | Alemania        | 2-3 TL    |
| 03.06 | 16:15 | Estados Unidos | -        | Eslovaquia      | 6-1       |
| 03.06 | 20:15 | ROC            | -        | Canadá          | 1-2 TE    |
| 03.06 | 20:15 | Finlandia      | -        | República Checa | 1-0       |

- (¹) – El primero y el terecero en el Centro Deportivo Olímpico y los otros dos en la Arena Riga.

### Semifinales
| Fecha | Hora  | Partido¹       | Partido¹ | Partido¹ | Resultado |
| ----- | ----- | -------------- | -------- | -------- | --------- |
| 05.06 | 14:15 | Estados Unidos | -        | Canadá   | 2-4       |
| 05.06 | 18:15 | Finlandia      | -        | Alemania | 2-1       |

- (¹) – Ambos en la Arena Riga.

### Tercer puesto
| Fecha | Hora  | Partido¹       | Partido¹ | Partido¹ | Resultado |
| ----- | ----- | -------------- | -------- | -------- | --------- |
| 06.06 | 15:15 | Estados Unidos | -        | Alemania | 6-1       |

- (¹) – En la Arena Riga.

### Final
| Fecha | Hora  | Partido¹  | Partido¹ | Partido¹ | Resultado |
| ----- | ----- | --------- | -------- | -------- | --------- |
| 06.06 | 20:15 | Finlandia | -        | Canadá   | 2-3 TE    |

- (¹) – En la Arena Riga.

## Medallero
| Canadá | Finlandia | Estados Unidos |
| Jaret Anderson-Dolan Nicolas Beaudin Jacob Bernard-Docker Connor Brown Michael Bunting Maxime Comtois Justin Danforth Michael DiPietro Mario Ferraro Liam Foudy Brandon Hagel Adam Henrique Adin Hill Darcy Kuemper Andrew Mangiapane Colin Miller Nick Paul Cole Perfetti Brandon Pirri Owen Power Braden Schneider Troy Stecher Gabriel Vilardi Sean Walker | Marko Anttila Hannes Björninen Jere Innala Janne Juvonen Jere Karjalainen Oliwer Kaski Miika Koivisto Petri Kontiola Petteri Lindbohm Anton Lundell Saku Mäenalanen Olli Määttä Kim Nousiainen Atte Ohtamaa Niko Ojamäki Juho Olkinuora Iiro Pakarinen Ville Pokka Valtteri Puustinen Axel Rindell Mikael Ruohomaa Arttu Ruotsalainen Jere Sallinen Harri Säteri Mikael Seppälä Tony Sund Peter Tiivola Teemu Turunen | Justin Abdelkader Matty Beniers Colin Blackwell Brian Boyle Sasha Chmelevski Adam Clendening Drew Commesso Ryan Donato Jack Drury Conor Garland Matt Hellickson Zachary Jones Kevin Labanc Connor Mackey Trevor Moore Jake Oettinger Cal Petersen Jason Robertson Eric Robinson Kevin Rooney Matthew Roy Ryan Shea Anthony Stolarz Matthew Tennyson Tage Thompson Chris Wideman Christian Wolanin |
| Gerard Gallant (seleccionador) | Jukka Jalonen (seleccionador) | Jack Capuano (seleccionador) |

## Estadísticas

### Clasificación general
| 1. Canadá          |
| 2. Finlandia       |
| 3. Estados Unidos  |
| 4. Alemania        |
| 5. ROC             |
| 6. Suiza           |
| 7. República Checa |
| 8. Eslovaquia      |
| 9. Suecia          |
| 10. Kazajistán     |
| 11. Letonia        |
| 12. Dinamarca      |
| 13. Noruega        |
| 14. Reino Unido    |
| 15. Bielorrusia    |
| 16. Italia         |

### Máximos anotadores
| Núm. | Nombre            | Selección      | Goles | Asistencias | Puntos | Partidos jugados |
| ---- | ----------------- | -------------- | ----- | ----------- | ------ | ---------------- |
| 1    | Connor Brown      | Canadá         | 2     | 14          | 16     | 10               |
| 2    | Conor Garland     | Estados Unidos | 6     | 7           | 13     | 10               |
| 3    | Andrew Mangiapane | Canadá         | 7     | 4           | 11     | 7                |
| 4    | Adam Henrique     | Canadá         | 6     | 5           | 11     | 10               |
| 5    | Peter Cehlárik    | Eslovaquia     | 5     | 6           | 11     | 8                |
| 6    | Liam Kirk         | Reino Unido    | 7     | 2           | 9      | 7                |
| 7    | Trevor Moore      | Estados Unidos | 5     | 4           | 9      | 10               |
| 8    | Jason Robertson   | Estados Unidos | 4     | 5           | 9      | 10               |
| 9    | Grégory Hofmann   | Suiza          | 6     | 2           | 8      | 8                |
| 10   | Nicklas Jensen    | Dinamarca      | 5     | 3           | 8      | 7                |

Fuente: 

### Mejores porteros
| Núm. | Nombre           | Equipo         | Paradas | Tiros | %       | Partidos jugados |
| ---- | ---------------- | -------------- | ------- | ----- | ------- | ---------------- |
| 1    | Cal Petersen     | Estados Unidos | 184     | 193   | 95,34 % | 9                |
| 2    | Adam Reideborn   | Suecia         | 122     | 129   | 94,57 % | 7                |
| 3    | Alexandr Samonov | ROC            | 134     | 142   | 94,37 % | 8                |
| 4    | Juho Olkinuora   | Finlandia      | 164     | 174   | %94,25  | 9                |
| 5    | Nikita Boyarkin  | Kazajistán     | 184     | 198   | 92,93 % | 7                |

Fuente: 

### Equipo ideal
- Mejor jugador del campeonato —MVP—: Andrew Mangiapane ( Canadá).[1]

| Posición | Nombre            | País           |
| -------- | ----------------- | -------------- |
| Portero  | Juho Olkinuora    | Finlandia      |
| Defensor | Korbinian Holzer  | Alemania       |
| Defensor | Moritz Seider     | Alemania       |
| Atacante | Andrew Mangiapane | Canadá         |
| Atacante | Conor Garland     | Estados Unidos |
| Atacante | Liam Kirk         | Reino Unido    |

Fuente: 